# Triangle de Rascal

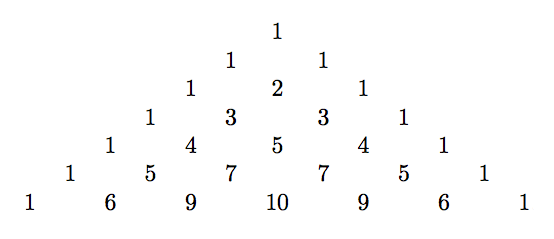
Triangle de Rascal présenté sous forme pyramidale.

En mathématiques élémentaires, le triangle de Rascal est un tableau triangulaire de nombres analogue au triangle de Pascal, dont les quatre premières lignes sont identiques à celles de ce dernier, mais dont la construction diffère.
Présenté sous forme pyramidale, le triangle présente des "1" sur les côtés, et chaque terme intérieur est défini à partir des termes {\displaystyle a,b} voisins de la ligne précédente et du terme {\displaystyle c} de la ligne antéprécédente situé au dessus, par la formule {\displaystyle (ab+1)/c}.
Ce triangle forme la suite A077028 de l'OEIS.

## Définition par récurrence
Notant, pour {\displaystyle 0\leqslant k\leqslant n}, {\displaystyle R(n,k)} le terme de la ligne d'indice {\displaystyle n} et de la colonne d'indice {\displaystyle k}, la définition par récurrence s'écrit :
{\displaystyle R(n,0)=R(n,n)=1}, {\displaystyle R(n,k)={\frac {R(n-1,k-1).R(n-1,k)+1}{R(n-2,k-1)}}} pour {\displaystyle 1\leqslant k\leqslant n-1}.
D'où la construction :↵{\displaystyle {\begin{array}{cc|cccccc}&k&0&1&2&3&4&5\\n&&\\\hline 0&&1\\1&&1&1\\2&&1&2&1\\3&&1&3&3&1\\4&&1&4&5&4&1\\5&&1&5&7&7&5&1\end{array}}}

## Formule
On a pour {\displaystyle 0\leqslant k\leqslant n}, {\displaystyle R(n,k)=k(n-k)+1}, ce qui prouve que {\displaystyle R(n,k)} est entier, ainsi que la formule de symétrie, {\displaystyle R(n,k)=R(n,n-k)}.
Autrement formulé, pour {\displaystyle 0\leqslant i,j}, on a :  {\displaystyle R(i+j,i)=R(i+j,j)=ij+1}.
Ceci vient de la relation : {\displaystyle ((i-1)j+1)(i(j-1)+1)+1=(ij+1)((i-1)(j-1)+1)}.
Le triangle de Rascal sous forme pyramidale n'est donc autre que la table de multiplication dont tous les termes ont été augmentés de 1, et tournée de 45° :
{\displaystyle {\begin{array}{cc|cccccc}&j&0&1&2&3&4&5\\i&&\\\hline 0&&1&1&1&1&1&1\\1&&1&2&3&4&5&6\\2&&1&3&5&7&9&11\\3&&1&4&7&10&13&16\\4&&1&5&9&13&17&21\\5&&1&6&11&10&21&26\end{array}}}

## Somme d'une ligne
La somme des termes de la ligne d'indice {\displaystyle n} est égale à un nombre gâteau : {\displaystyle \sum _{k=0}^{n}R(n,k)=\sum _{k=0}^{n}(k(n-k)+1)={\frac {(n+1)(n^{2}-n+6)}{6}}} ; les quatre premiers termes sont les quatre premières puissances de 2.
La somme alternée d'une ligne est évidemment nulle pour {\displaystyle n} impair pour raison de symétrie, mais pour {\displaystyle n} pair, on a : {\displaystyle \sum _{k=0}^{n}(-1)^{k}R(n,k)=-{\frac {n-2}{2}}}.

## Historique
Ce triangle a été trouvé et nommé par des collégiens en 2010 à la suite de la question de leur professeur de poursuivre les quatre premières lignes du triangle de Pascal, qu'ils ont poursuivi avec la formule ci-dessus, et non la relation de Pascal classique.
Il avait déjà été proposé par Clark Kimberling en 2002 dans l'OEIS.